# O Lucky Man!
O Lucky Man! is een Britse filmkomedie uit 1973 onder regie van Lindsay Anderson.

## Verhaal
De koffieverkoper Mick Travis is een voorbeeldige arbeider. Hij blijft werken. Hij doorstaat zelfs martelingen, tests in een laboratorium en verleidelijke klanten.

## Rolverdeling
| Acteur           | Personage         |
| ---------------- | ----------------- |
| Malcolm McDowell | Mick Travis       |
| Ralph Richardson | Sir James Burgess |
| Helen Mirren     | Patricia          |
| Philip Stone     | Jenkins           |